# E-dur

Znaki chromatyczne w gamie E-dur

Diagram akordu E-dur dla gitary

E-dur – durowa gama muzyczna, której toniką jest e. Jej dźwięki to: e, fis, gis, a, h, cis, dis. Tonacja E-dur zawiera cztery krzyżyki.
| Gama E-dur zapisana za pomocą przygodnych znaków chromatycznych | Audio playback is not supported in your browser. You can download the audio file.                                                                                              |
| Gama E-dur zapisana za pomocą znaków przykluczowych             | \relative c'{ \key e \major \override Staff.TimeSignature #'stencil = ##f \cadenzaOn e1 fis gis a b cis dis e \cadenzaOff } \addlyrics { \small { e1 fis gis a h cis dis e } } |

Pokrewną jej gamą molową jest cis-moll, jednoimienną molową – e-moll.
E-dur to również akord, zbudowany z pierwszego (e), trzeciego (gis) i piątego (h) stopnia gamy E-dur. 
| Akord E-dur | Audio playback is not supported in your browser. You can download the audio file. |

Znane dzieła w tonacji E-dur:
- Johann Sebastian Bach – Koncert skrzypcowy BWV 1041
- Antonio Vivaldi – Koncert op. 8 nr 1 Wiosna
- Edvard Grieg – Poranek z I suity Peer Gynt
- Vicente Gómez – Romance de amor (druga część)
- Fryderyk Chopin – Etiuda op. 10 nr 3